# Goito
Goito ist eine italienische Gemeinde südlich des Gardasees mit 10.022 Einwohnern (Stand 31. Dezember 2023) in der Region Lombardei. 
Während des italienischen Unabhängigkeitskriegs von 1848 war das am Mincio gelegene Goito Schauplatz von Kampfhandlungen. Am 8. April 1848 gewannen die Piemontesen dort ein Gefecht, am 30. Mai 1848 die Schlacht von Goito.

## Partnerstadt
Seit 2006 ist Goito mit Baienfurt (Oberschwaben) verbunden.

## Söhne und Töchter
- Sordello da Goito (* Anfang des 13. Jahrhunderts; † vor 30. August 1269), Troubadoure
- Claudio Cipolla (* 1955), katholischer Geistlicher, Bischof von Padua